# Centrul de date astronomice din Strasbourg
Centre de données astronomiques de Strasbourg (CDS), iar în română Centrul de Date Astronomice din Strasbourg, este un centru de date consacrat colectării și distribuirii în lumea întreagă a datelor astronomice.  El găzduiește baza de referință mondială pentru identificarea obiectelor astronomice, iar misiunile sale constau în:
- adunarea de informații utile privitoare la obiectele astronomice, sub formă informatizată;
- distribuirea acestor informații în comunitatea astronomică internațională;
- conducerea de cercetări utilizând aceste date.

CDS a fost creat în 1972 de către Institut National d'Astronomie et de Géophysique (INAG), devenit apoi Institut National des Sciences de l'Univers (INSU), în acord cu Université Louis Pasteur, devenită apoi Université de Strasbourg.

Serviciile principale ale CDS sunt SIMBAD, baza de date de referință pentru identificarea și bibliografia obiectelor astronomice (din afara Sistemului nostru Solar), VizieR, care colectează cataloagele astronomice și tabelele publicate în revistele astronomice, și Aladin

, un atlas interactiv al cerului care permite vizualizarea unor imagini astronomice care provin de la observatoarele de pe sol și spațiale sau furnizate de utilizator, și date care provin de la serviciile CDS sau de la alte baze de date, așa cum este NED.

## Administrare
CDS este alipit de Observatorul din Strasbourg și depinde, prin urmare, în același timp, de CNRS și de Universitatea din Strasbourg.